# Филмор (Илиноис)
Филмор (енгл. Fillmore) град је у америчкој савезној држави Илиноис.

## Демографија
По попису из 2010. године број становника је 330, што је 32 (-8,8%) становника мање него 2000. године.
| Група             | 2000.       | 2010.       |
| Белци             | 355 (98,1%) | 328 (99,4%) |
| Афроамериканци    | 0 (0,0%)    | 0 (0,0%)    |
| Азијати           | 1 (0,3%)    | 1 (0,3%)    |
| Хиспаноамериканци | 5 (1,4%)    | 0 (0,0%)    |
| Укупно            | 362         | 330         |